# Rock Candy Records
Rock Candy Records ist ein von dem britischen Musik-Journalisten Derek Oliver gegründetes Musiklabel, das sich auf das Remastering und die Neuauflage älterer Alben von Künstlern aus dem Bereich der Rockmusik spezialisiert hat. Schwerpunkt ist dabei der sogenannte Classic Rock.

## Hintergrund
Derek Oliver arbeitete zunächst als Lehrer, in den späten 1970er und in den 1980er Jahren dann als Journalist. Er schrieb für englischsprachige Musikmagazine wie Melody Maker, Sounds und  Kerrang!, später wurde er A&R-Manager und betreute Bands wie AC/DC, Pantera, Dream Theater, Bad Company und Yes.
Rock Candy Records vertreibt ursprünglich in den 1980er Jahren veröffentlichte und nicht mehr erhältliche Rockmusik-Alben. In enger Zusammenarbeit mit den jeweiligen Künstlern werden die Aufnahmen remastered, die Booklets neu gefasst und mit Texten zur Entstehung versehen.

## Veröffentlichungen
- 1994
- 707
- 21 Guns
- Ace Frehley
- Airborne
- Airrace
- Alannah Myles
- Aldo Nova
- Ambrosia
- Angel
- Angel City
- Armored Saint
- Autograph
- Aviary
- The Babys
- Bad Boy
- Bad English
- Badlands
- Balance
- Barry Goudreau
- Billy Satellite
- Billy Squier
- Billy Thorpe
- Blackfoot
- Blue Murder
- Bow Wow
- Buck Dharma
- Bulletboys
- Bullseye
- Burning Tree
- Candy
- Cats in Boots
- Channel
- Charlie
- Chevy
- Circus of Power
- Cobra
- Coney Hatch
- Creed
- Dakota
- Damn Yankees
- Danger Danger
- Danny Joe Brown Band
- Darkstar
- Derringer
- Desmond Child
- Detective
- Diamond Reo
- Dirty Looks
- Diving for Pearls
- Doc Holliday
- Dokken
- Eddie Money
- Electric Angels
- Enuff Z'Nuff
- Eric Martin
- Export
- Face Dancer
- Fandango
- Faster Pussycat
- Fastway
- Fiona
- FM
- Fortress
- Frank Marino
- Freddie Salem & The Wild Cats
- Frehley's Comet
- Gamma
- Georgia
- Girl
- Grand Prix
- Greg Lake
- Hanoi Rocks
- Harlequin
- Head East
- Heavens Edge
- Helix
- Henry Paul Band
- Honeymoon Suite
- i-Ten
- Ian Thomas
- Icon
- Jeff Paris
- Jefferson Starship
- Jetboy
- John Waite
- Johnny Van Zandt
- Kansas
- Kerry Livgren
- Kick Axe
- King Kobra
- King's X
- Kix
- Krokus
- LA Guns
- Le Roux
- Lightning Raiders
- Lillian Axe
- Lionheart
- Lita Ford
- Little Caesar
- Lone Star
- Lou Gramm
- Love/Hate
- Lynch Mob
- Malice
- Marcus
- Max Webster
- Mayday
- Melidian
- Michael White
- Money
- Montrose
- More
- Morningstar
- Mott
- Mr. Mister
- New England
- Nymphs
- Orion
- Outlaws
- Paris
- Phantom, Rocker & Slick
- Plasmatics
- Praying Mantis
- Preview
- Quiet Riot
- Rage
- Raging Slab
- Ram Jam
- Randy Hansen
- Ratt
- Reckless
- Reo Speedwagon
- Rhino Bucket
- Rick Springfield
- Riot
- Riverdogs
- Roadmaster
- Romeo's Daughter
- Rough Cutt
- RTZ
- Salty Dog
- Sammy Hagar
- Scandal
- Sea Hags
- Shakin' Street
- Sheriff
- Skin
- Smashed Gladys
- Speedway Boulevard
- Spys
- Stampede
- Stan Bush
- Starcastle
- Stepson
- Steve Stevens
- Steve Walsh
- Stone Fury
- Storm
- Strangeways
- Streetheart
- Streets
- Survivor
- Sweet Savage
- Tane Cane
- Tangier
- Target
- Teaze
- Tempt
- Teri DeSario
- The Godz
- The Reggie Knighton Band
- The Strand
- The Throbs
- TKO
- Tommy Shaw
- Toto
- Touch
- Trapeze
- Trigger
- Trillon
- Tyketto
- Van Wilks
- Vandenberg
- Vicious Rumors
- Virginia Wolf
- Warrant
- White Lion
- White Sister
- Wild Horses
- Winger
- Wireless
- Wratchchild America
- Zebra
- Zodiac Mindwarp